# Karin Beier
Karin Beier (Keulen, 14 december 1965) is een Duits toneel- en operaregisseur. Ze was van 2007 tot 2013 intendant van Schauspiel Köln en sinds het theaterseizoen 2013/14 artistiek directeur van het Deutsches Schauspielhaus in Hamburg.

## Levensloop
Karin Beier studeerde Engels en theater-, film- en televisiestudies aan de Universiteit van Keulen. Via haar studie kwam ze bij het toneel. In 1986 richtte Beier samen met Elmar Goerden de internationale theatergroep Countercheck Quarrelsome op, waarmee ze in totaal negen toneelstukken van Shakespeare opvoerde, meestal in het Engels en in theaterzalen die niet als zodanig bedoeld waren (onder andere fabrieks- en tentoonstellingszalen).
In 1991 werkte Beier als regieassistent bij het Düsseldorfer Schauspielhaus. Hier kon ze in een stadstheater haar eerste onafhankelijke producties realiseren. De Iraaks-Israëlische regisseur David Mouchtar-Samorai had in Düsseldorf veel invloed op haar.
Vanaf het seizoen 2007/2008 was Beier als artistiek leider ("intendant") verbonden aan het Keulse theater en theatergezelschap Schauspiel Köln. Haar contract werd in 2010 verlengd tot en met het seizoen 2013/14, maar ze vertrok een jaar eerder, in augustus 2013, om de artistieke leiding van het Deutsches Schauspielhaus in Hamburg op zich te nemen. Beier was van plan om gastproducties te blijven doen bij het Keulse gezelschap, zoals was afgesproken met haar opvolger, de Zwitserse regisseur Stefan Bachmann, maar dit gebeurde niet.

## Theater- en operaregisseur
Al in 1994 werd ze met haar productie van Romeo en Julia uitgenodigd op het Berliner Theatertreffen en werd ze door het theatermagazine Theater heute verkozen tot "Jonge regisseur van het jaar". Ook een meertalige productie van Shakespeares Een Midzomernachtdroom, met veertien acteurs uit negen landen in Düsseldorf, werd voor het Berliner Theatertreffen uitgenodigd.
In 2004 en 2005 regisseerde ze de Nibelungenfestspiele in Worms, waarbij ze zich baseerde op Friedrich Hebbels versie van Die Nibelungen. In de daaropvolgende jaren werkte ze, behalve met haar vaste gezelschap Schauspiel Köln (vanaf 2007), ook met Deutsches Schauspielhaus (Hamburg), Schauspielhaus Bochum, Münchner Kammerspiele en het Weense Burgtheater.
In mei 2010 stond Schauspiel Köln met drie producties op het Berliner Theatertreffen, op een totaal van tien nominaties voor beste producties in de Duitstalige landen: Die Schmutzigen, die Hässlichen und die Gemeinen van Ettore Scola en Ruggero Maccari (regie Karin Beier), Kasimir und Karoline van Ödön von Horváth (coproductie met NT Gent en De Veenfabriek, regie Johan Simons en Paul Koek) en Die Kontrakte des Kaufmanns. Eine Wirtschaftskomödie van Elfriede Jelinek (coproductie met Thalia Theater, regie Nicolas Stemann). Op 29 oktober 2010 regisseerde Beier de première van het stuk Das Werk / Im Bus / Ein Sturz van Elfriede Jelinek. "Ein Sturz/Einsturz" ("een val" of "instorting") sloeg in dit geval op de instorting van het historisch archief van de stad Keulen op 3 maart 2009.
In hetzelfde jaar (2010) was de stad Keulen genoodzaakt € 6,3 miljoen te bezuinigen op de theaters van de stad, een bezuiniging van 12,5%. Voor Beier betekende dit dat er nu minder gespeeld zou worden, bijvoorbeeld alleen nog op zaterdag en zondag. Ze stelde ook voor om geen nieuw theater te bouwen, zoals men van plan was, en liever het oude theater te renoveren. Er werd echter alleen bespaard op de productiekosten. In 2010 en 2011 werd het door Karin Beier geleide Schauspiel Köln door Theater heute uitgeroepen tot "Theater des Jahres"; hetzelfde tijdschrift bekroonde twee producties van Beier, Die Schmutzigen, die Hässlichen und die Gemeinen en Das Werk/Im Bus/Ein Sturz, met de onderscheiding "Inszenierung des Jahres". Aan het einde van het theaterseizoen 2010/11 verkozen critici van Die Deutsche Bühne Schauspiel Köln tot het beste theater in de categorie "meest overtuigende gezamenlijke prestatie".
Op 11 januari 2013 nam Karin Beier afscheid als artistiek directeur van Schauspiel Köln met haar eerste productie van een klassiek stuk, Euripides' Trojaanse vrouwen, gebaseerd op de bewerking van Jean-Paul Sartre.
Bij Deutsches Schauspielhaus Hamburg opende ze het seizoen 2013/14 met een marathon van klassieke stukken, Die Rasenden. In het seizoen 2014/15 regisseerde ze Tsjechovs Onkel Wanja en Alan Ayckbourns komedie Ab jetzt ("Henceforward"). In het seizoen 2015/16 ensceneerde ze Schiff der Träume, een eigentijdse interpretatie van Fellini's E la nave va, waarin Afrikaanse vluchtelingen een luxe cruiseschip in de Middellandse Zee kapen. Ook deze voorstelling werd in 2016 uitgenodigd voor het Berliner Theatertreffen. In het daarop volgende seizoen regisseerde ze Unterwerfung, een theatermonoloog gebaseerd op de roman Soumission van Michel Houellebecq. De acteur Edgar Selge nam de gehele, ruim twee uur durende monoloog voor zijn rekening. De voorstelling ging op 6 februari 2016 in Hamburg in première en was drie weken later in de Stadsschouwburg Amsterdam te zien, als onderdeel van het festival Brandhaarden, waarin het werk van Karin Beier centraal stond. Ook Schiff der Träume was in Amsterdam te zien. De schrijver en criticus Kester Freriks vond beide voorstellingen moedig, indrukwekkend en uitnodigend tot nadenken: "In zowel Unterwerfung als Schiff der Träume geeft Beier impliciet antwoord op de klemmende vraag die in Nederlandse theaterkringen zo vaak word gesteld: ‘Waarom is het Duitse theater zoveel geëngageerder, zoveel politieker?’ Het antwoord ligt in het woord ‘moed’: het Duitse theater durft actuele vragen te stellen die ongemakkelijk zijn, die ons dwingen een eigen standpunt in te nemen." In 2018 regisseerde Titus Selge de televisiefilm Unterwerfung, waarin de door Karin Beier geschreven theatermonoloog, gespeeld door Edgar Selge, de rode draad vormt.
In 2021 kreeg het door Beier voor het Deutsches Schauspielhaus geschreven en geregisseerde Aus dem Leben unanieme lof van de theatercritici. Het stuk, met vijf acteurs en elf livemuzikanten, gaat over de hedendaagse omgang van mensen met de dood en begrafenisrituelen. Ook de taboes zelfmoord en euthanasie worden aangesneden. Eveneens in 2021 werden Beier en het Deutsches Schauspielhaus opnieuw uitgenodigd op het Berliner Theatertreffen met haar stuk Reich des Todes. In hetzelfde jaar veroorzaakte ze enige opschudding toen ze in een interview met Deutschlandfunk kritische opmerkingen over de pers maakte en theaterrecensies vergeleek met "Scheiße am Ärmel" ("stront aan de mouw").
Karin Beier werkt sinds 1997 ook als operaregisseur. Ze regisseerde in dat jaar in Bremen de opera Carmen. Andere producties waren: Rigoletto bij Oper Köln, Così fan tutte en Händels oratorium Semele in Theater Basel. In mei 2006 ging haar productie van Mozarts opera Die Entführung aus dem Serail in première, een coproductie tussen de Weense Staatsopera en het Burgtheater (tevens de locatie van de première in 1782).

## Prijzen, eerbewijzen
- 1993: Förderpreis für Literatur der Landeshauptstadt Düsseldorf
- 1994: Förderpreis des Landes Nordrhein-Westfalen
- 2006: Nestroy-Theaterpreis voor "Beste regie" met Kleinbürger (Akademietheater, Wenen)
- 2009: Deutscher Theaterpreis Der Faust in de categorie "Beste acteursregisseur" voor de productie van Franz Grillparzers Das Goldene Vlies
- 2011: Kölner Kulturpreis in de categorie "Beste cultuurmanager van het jaar 2010"
- 2011: Orden für Zivilcourage und Charakter, verleend door de burgers van Keulen-Thielenbruch
- 2017: lid van de Berlijnse Akademie der Künste
- 2017: Orde van Verdienste van de Bondsrepubliek Duitsland, Eerste Klasse

## Producties (selectie)
- 1992: Die 25. Stunde door George Tabori, Düsseldorfer Schauspielhaus
- 1993: Romeo und Julia door William Shakespeare, Düsseldorfer Schauspielhaus
- 1995: Ein Sommernachtstraum door William Shakespeare, Düsseldorfer Schauspielhaus
- 1996: Was ihr wollt door William Shakespeare, Deutsches Schauspielhaus (Hamburg)
- 1997: Der Sturm door William Shakespeare, Schauspiel Köln
- 1998: Der Menschenfeind door Molière, Schauspiel Köln
- 2001: Richard III. door William Shakespeare, Schauspielhaus Bochum
- 2003: Minna von Barnhelm door Gotthold Ephraim Lessing, Schauspielhaus Bochum
- 2004: God Save America door Biljana Srbljanović, Akademietheater (Wenen)
- 2007: Die Nibelungen door Friedrich Hebbel, Schauspiel Köln
- 2008: Das goldene Vlies door Franz Grillparzer, Schauspiel Köln
- 2009: Das Leben ist ein Traum door Pedro Calderón de la Barca, Burgtheater (Wenen)
- 2009: König Lear door William Shakespeare, Schauspiel Köln
- 2010: Die Schmutzigen, die Häßlichen und die Gemeinen door Ettore Scola en Ruggero Maccari Halle Kalk, Schauspiel Köln
- 2010: Das Werk / Im Bus / Ein Sturz (première) door Elfriede Jelinek, Schauspiel Köln
- 2014: Die Rasenden, Deutsches Schauspielhaus
- 2015: Pfeffersäcke im Zuckerland & Strahlende Verfolger, Deutsches Schauspielhaus
- 2015: Onkel Wanja, Deutsches Schauspielhaus
- 2015: Ab jetzt, Deutsches Schauspielhaus
- 2015: Schiff der Träume – Ein Europäisches Requiem, Deutsches Schauspielhaus
- 2016: Unterwerfung, Deutsches Schauspielhaus
- 2020: Reich des Todes, Deutsches Schauspielhaus
- 2021: Lärm. Blindes Sehen. Blinde sehen!, Deutsches Schauspielhaus
- 2023: Anthropolis 1 t/m 5, Deutsches Schauspielhaus

- Bibliothèque nationale de France: cb16246859g (data)
- Gemeinsame Normdatei: 136610897
- International Standard Name Identifier: 0000 0001 0655 1784
- Library of Congress Control Number: no2013046495
- Virtual International Authority File: 80925550
- WorldCat: E39PBJmP9pGTkWVKcjp3QWGyh3